# Mischa Elman

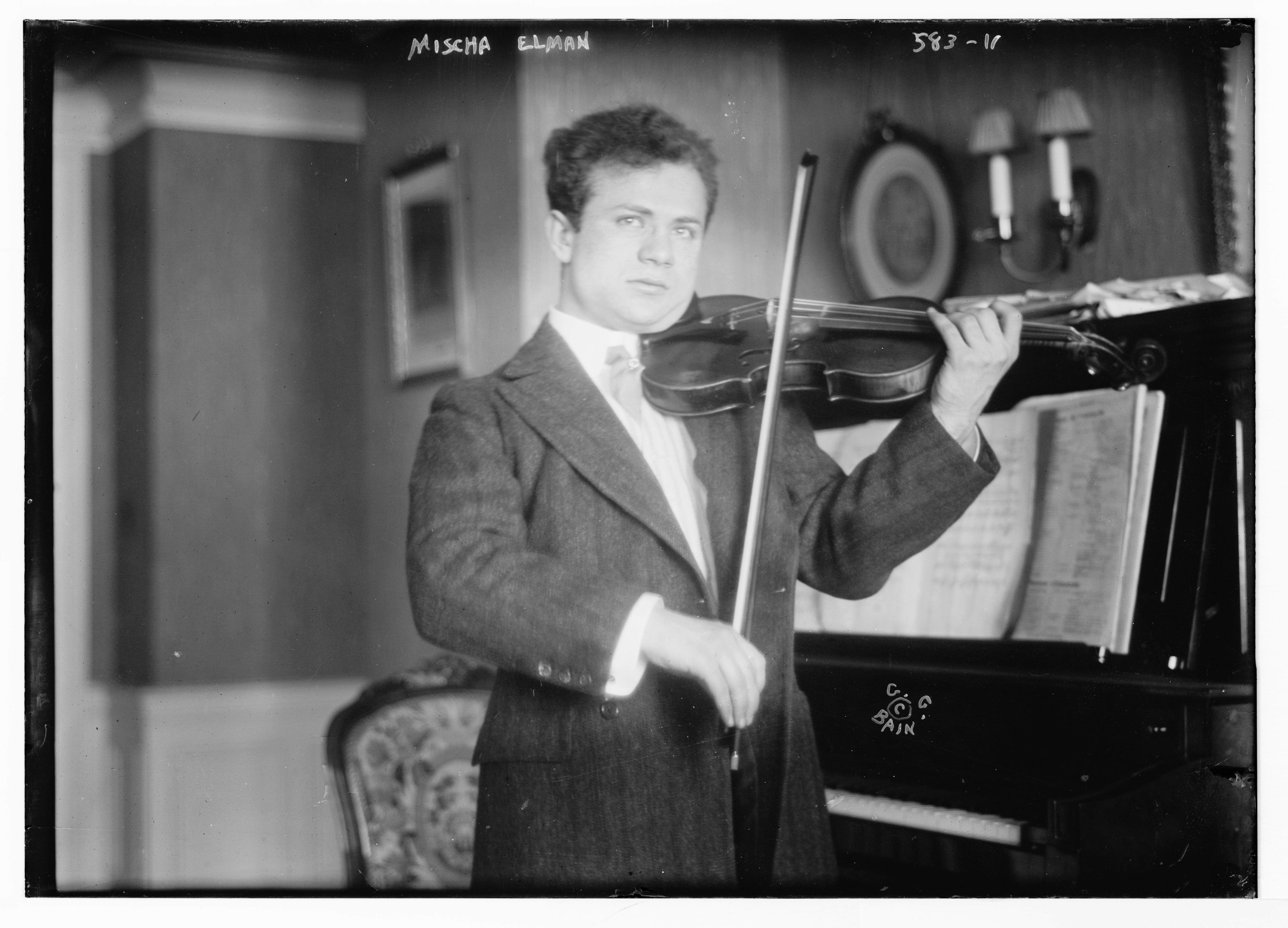
Mischa Elman

Mikhail Saulowitsch „Mischa“ Elman (* 8. Januarjul. / 20. Januar 1891greg. in Talnoje, Gouvernement Kiew, Russisches Kaiserreich; † 5. April 1967 in New York City) war ein Violinvirtuose jüdischer Herkunft.

## Leben und Wirken
Der Sohn eines Hebräischlehrers und Enkel eines Klezmers wuchs in der Tradition des osteuropäischen Judentums auf. Als Kind bekam er eine kleine Violine geschenkt und erlernte in kürzester Zeit autodidaktisch das Violinspiel. Er wurde deshalb nach Odessa geschickt, um dort die Kaiserliche Musikakademie zu besuchen. Als Schüler von Alexander Fiedemann machte er schnelle Fortschritte und erhielt Gelegenheit, durchreisenden Virtuosen wie Adolph Brodsky, Pablo de Sarasate und Leopold Auer vorzuspielen.
1902 wurde Elman auf Auers Empfehlung am Sankt Petersburger Konservatorium aufgenommen, wo er dessen Schüler war. Bereits im Folgejahr begann er, vor vermögenden Kunstfreunden aufzutreten. Der Großherzog von Mecklenburg-Strelitz schenkte ihm eine Violine von Amati, und sein Debüt in Berlin wurde ein sensationeller Erfolg. Joseph Joachim, der ihn bei dieser Gelegenheit hörte, erklärte, er sei sprachlos, und in Großbritannien, wo Elman im Buckingham Palace vor Edward VII. auftrat, bezeichnete ihn die Presse als größten Violinisten der Welt.
1908 debütierte er in der Carnegie Hall begleitet von der Russian Symphony Society unter Modest Altschuler mit Tschaikowskis Violinkonzert. Elman übersiedelte mit seiner Familie in die USA und wurde 1923 amerikanischer Staatsbürger. Er war in seiner neuen Heimat und international ein gesuchter Solist; mitunter gab er mehr als einhundert Konzerte in einem halben Jahr. Er trat auch im Duo mit Eugène Ysaÿe auf.
Den Schwerpunkt von Elmans Repertoire bildeten die großen Romantiker des 19. Jahrhunderts wie Mendelssohn, Tschaikowski und Wieniawski; daneben spielte er aber auch Werke von Bach, Mozart und Beethoven. 1942 spielte er die Uraufführung des ihm gewidmeten zweiten Violinkonzertes von Bohuslav Martinů.
Elman schrieb verschiedene Violinarrangements klassischer und romantischer Stücke und auch einige eigene Kompositionen für Violine. Sein Vater veröffentlichte 1933 das Buch Memoirs of Mischa Elman's Father.